# L'Espluga de Francolí
L'Espluga de Francolí és un municipi de la comarca de la Conca de Barberà, a la província de Tarragona.

## Història
El nom de la vila prové del llatí spelunca (cova), mot amb què ja era coneguda al segle xi, en referència a les nombroses balmes i cavitats dels voltants de la vila, entre les quals la cova de la Font Major, per on discorre sota terra el riu Francolí. Aquesta cova va ser descoberta per casualitat el 1853 i es pot visitar, juntament amb el museu que hi ha instal·lat.
La vila de l'Espluga es va originar al voltant d'un castell que Ponç Hug de Cervera va bastir damunt un turó al segle xi. Més endavant el castell va passar a dependre de Poblet i dels templers, a mitjan segle xiii; la part baixa del poble estava sota la jurisdicció dels hospitalers, que hi van establir la comanda de l'Espluga de Francolí i que van adquirir tota la senyoria el 1312, any de l'extinció de l'orde dels Templers.

### Patrimoni històric
- Coves de l'Espluga

Les Coves de l'Espluga són unes cavitats naturals utilitzades pels humans des del Paleolític. El museu que hi ha dins la Cova Museu de la Font Major permet conèixer com era la vida a la prehistòria, mitjançant projeccions sobre les parets de les roques i d'escenes de teatre virtual, tant del descobriment de la cova com de les activitats que s'hi realitzaven. A l'exterior de la cavitat s'hi troba una recreació d'un poblat neolític a escala real. A les Coves també s'hi fan rutes d'aventura.
- Museu de la Vida Rural

El Museu de la Vida Rural és el museu de la Fundació Carulla. Lluís Carulla i Canals va crear aquest museu etnogràfic de la pagesia el 1988 a la casa pairal de la família Carulla, i hi va aportar la col·lecció d'estris i eines del camp en procés de desaparició que havia anat recollint. Vint anys després de l'obertura, l'arquitecte Dani Freixes va dur a terme un important projecte d'ampliació i modernització; i, actualment, consta de tres edificis amb col·leccions visitables i un hort. És un recorregut pel món de la pagesia catalana des de principis del segle xx fins a principis de segle xxi, posant èmfasi en el canvi en la vida i en la concepció del món rural que des de mitjans del segle xx ha produït la industrialització i mecanització massives del camp català.
- Fassina Balanyà

La Fassina Balanyà és una antiga destil·leria d'aiguardent de la dècada de 1830. A través de la maquinària antiga i restaurada s'explica el procés productiu per l'obtenció d'aiguardent i derivats a partir de la brisa del raïm. Forma part del Sistema Territorial del Museu Nacional de la Ciència i de la Tècnica de Catalunya.
- Celler Cooperatiu

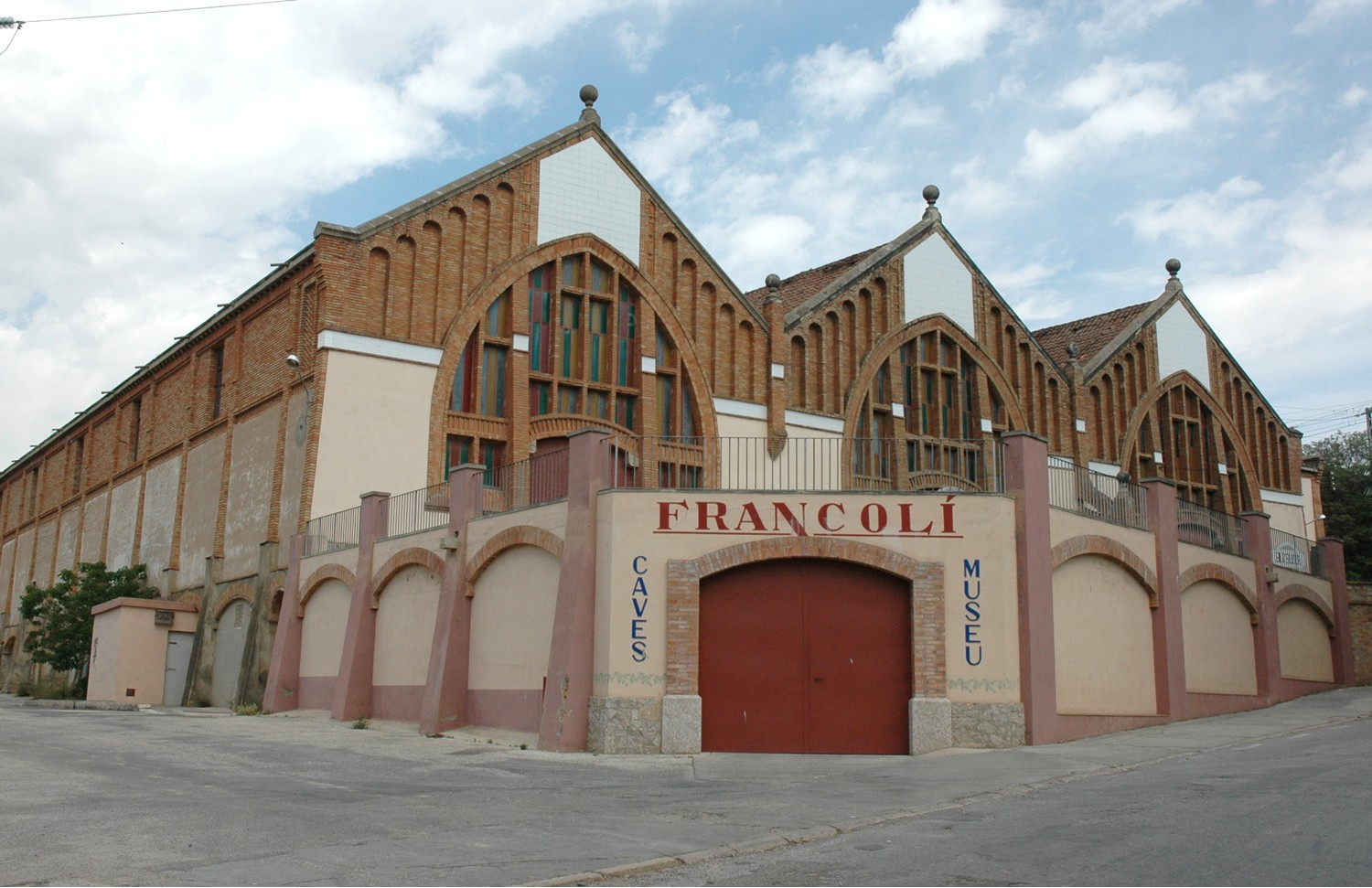
Celler Cooperatiu

El Celler Cooperatiu d'estil modernista, el més antic de Catalunya, impulsat per l'agrarista Josep Maria Rendé i Ventosa, és una obra de 1913 de Pere Domènech i Roura, que va seguir el projecte del seu pare, Lluís Domènech i Montaner, basat en el gòtic català. Actualment s'hi allotja el Museu del Vi. El museu està estructurat en tres nivells. En un primer nivell soterrat, habilitat per antic cup, s'hi exposa la història, el cultiu i l'elaboració del vi. En un segon nivell, entre les tines, s'explica l'elaboració moderna del vi. Finalment, en un tercer nivell i per damunt de les tines, s'hi exposa l'arquitectura i un audiovisual. Àngel Guimerà va anomenar el celler cooperatiu de l'Espluga de Francolí Catedral del Vi.
- Antic Hospital

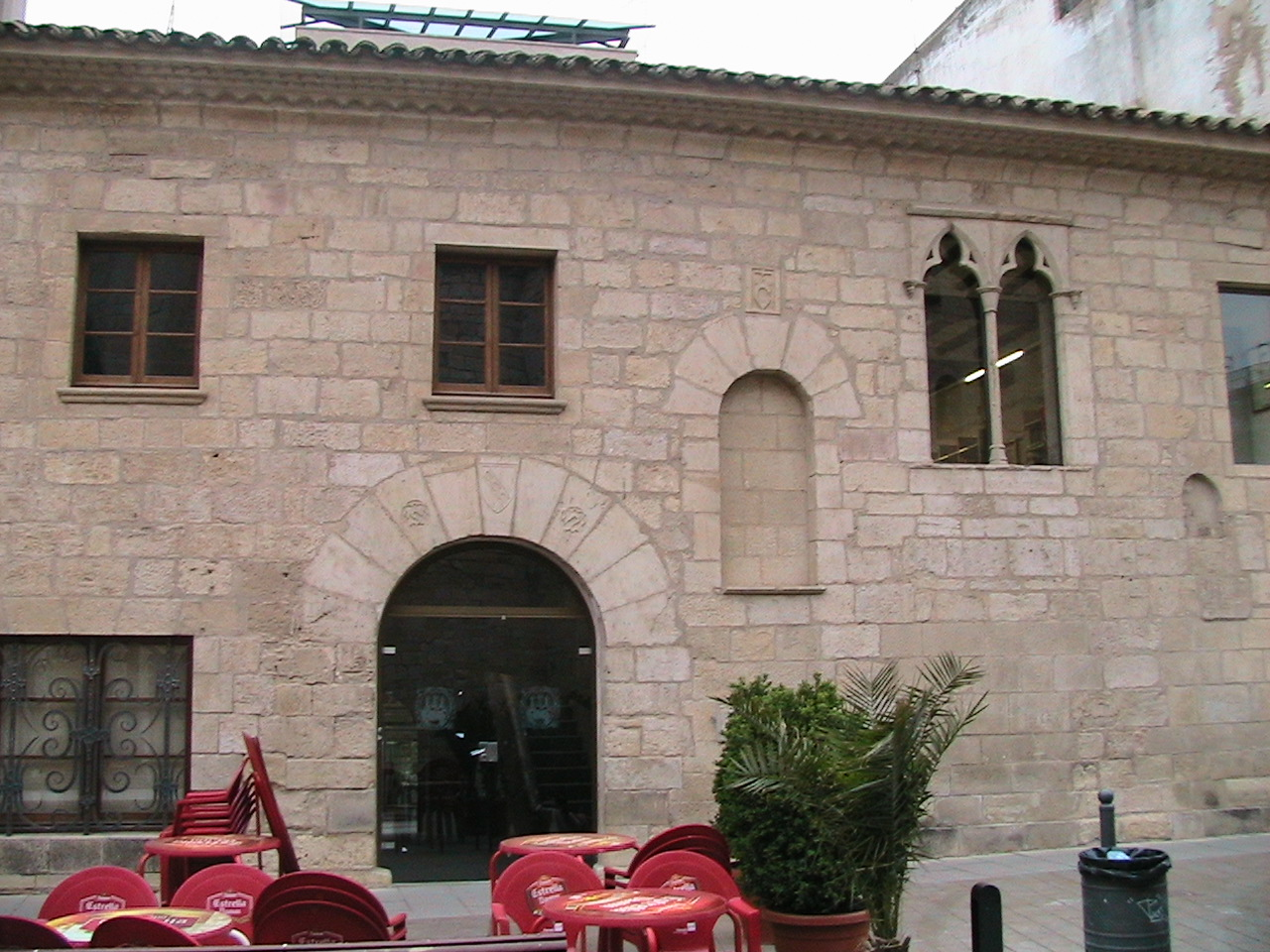
Antic Hospital

L'Antic Hospital, de l'orde de Sant Joan, va ser fundat pels cavallers hospitalers tot i que l'edifici actual, gòtic, data del segle xiv. Actualment, l'edifici acull l'emissora municipal L'Espluga FM Ràdio, la biblioteca Mossèn Ramon Muntanyola, l'Arxiu Municipal i la seu d'algunes entitats.
- Església Vella

L'església vella de Sant Miquel, del segle xiii, és de transició entre el romànic i el gòtic. El 1837, sota les escales de l'església, s'hi van amagar les restes dels reis catalans que havien estat profanades al monestir de Poblet. Incendiada el 1873 durant la Tercera Guerra Carlina, es va construir a la mateixa plaça l'església nova, d'estil neoclàssic, aprofitant les pedres de l'antic castell.

## Geografia
- Llista de topònims de l'Espluga de Francolí (Orografia: muntanyes, serres, collades, indrets..; hidrografia: rius, fonts...; edificis: cases, masies, esglésies, etc).

És a l'extrem sud-oriental de la comarca, entre la serra del Tallat al nord, al límit amb les Garrigues i l'Urgell, i les cingleres del bosc de Poblet i la Pena, de les muntanyes de Prades, al sud; entremig, la plana i el barranc del Reguer, amb camps de conreu i vinyes. Limita al nord amb Fulleda, Vallbona de les Monges i Senan; a llevant amb Blancafort, la Guàrdia dels Prats i Montblanc; al sud amb Rojals i a ponent amb Vimbodí i Poblet.
El terme és travessat pel riu Francolí, que s'origina a la Font Major de l'Espluga, a la confluència dels rius Sec i Milans. S'hi pot accedir per la carretera N-240 i per l'autopista AP-2, amb sortida a Montblanc; també té connexió, a través de diverses carreteres locals, amb els pobles veïns. Hi ha estació de tren (línies 13 i 14 de Rodalies de Catalunya) i hi passa una línia de l'AVE.
La majoria de la població es concentra a la vila de l'Espluga de Francolí. També hi ha el nucli balneari de les Masies, a 2 km al sud de l'Espluga, prop del monestir de Poblet, al terme de Vimbodí i Poblet. A l'extrem sud del municipi hi ha el santuari de la Santíssima Trinitat. La urbanització del Casal es troba a l'oest del poble, entre la carretera de Poblet i el riu Sec, i és un barri que es va desenvolupar a ponent del Casal de l'Espluga, del qual va prendre el nom.

## Cultura i esports
L'Espluga FM ràdio és l'emissora municipal de l'Ajuntament de l'Espluga de Francolí. Va ser creada l'any 1984 per un grup de joves de la població. L'emissora és gestionada per l'Espluga Audiovisual.

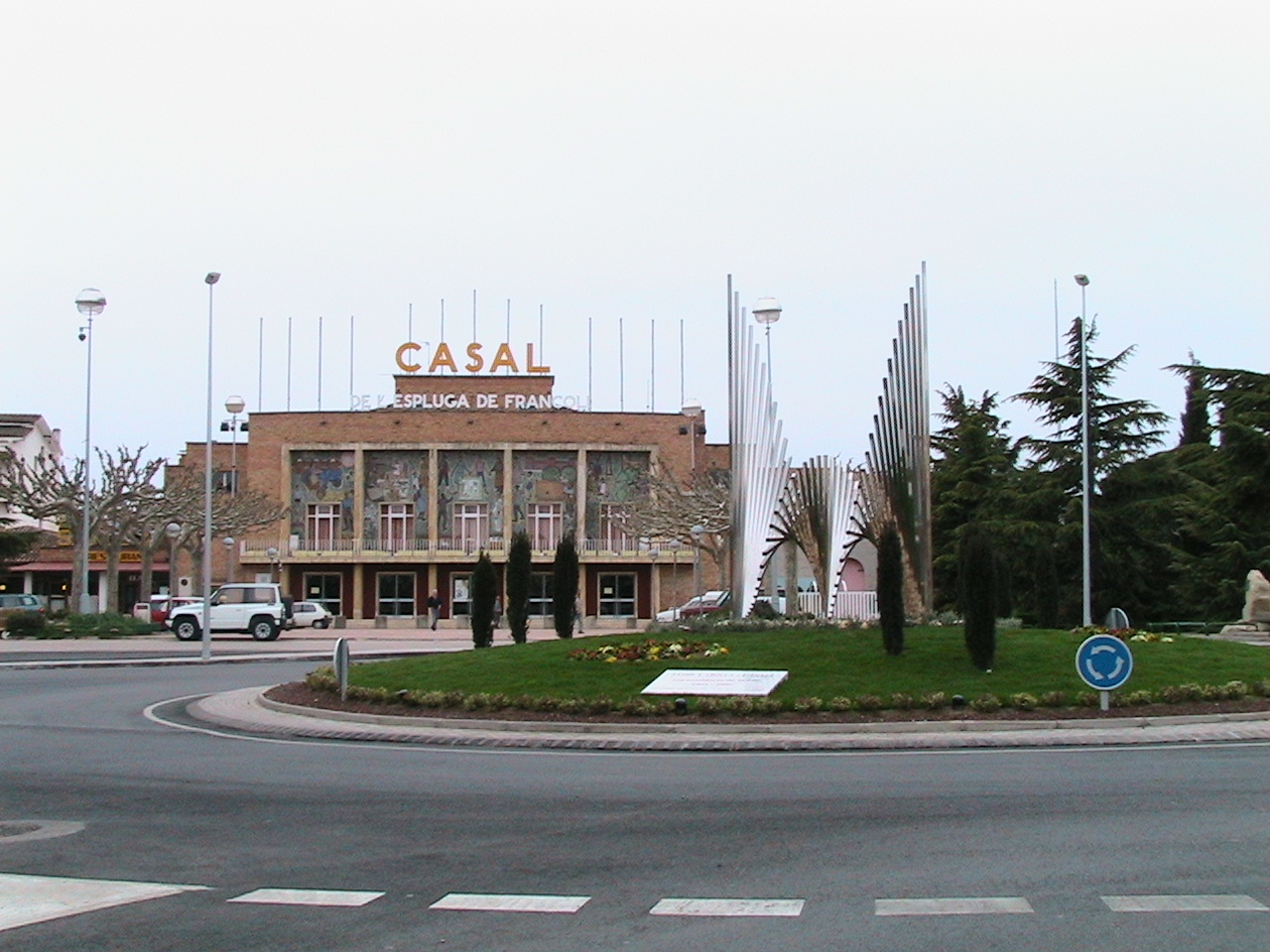
Casal de l'Espluga

El Casal de l'Espluga, obert el 1962, també sota el mecenatge de Lluís Carulla. És el centre de tot un conjunt de serveis com ara hotel, parc infantil, pavelló poliesportiu, escola de música, auditori, teatre, etc.

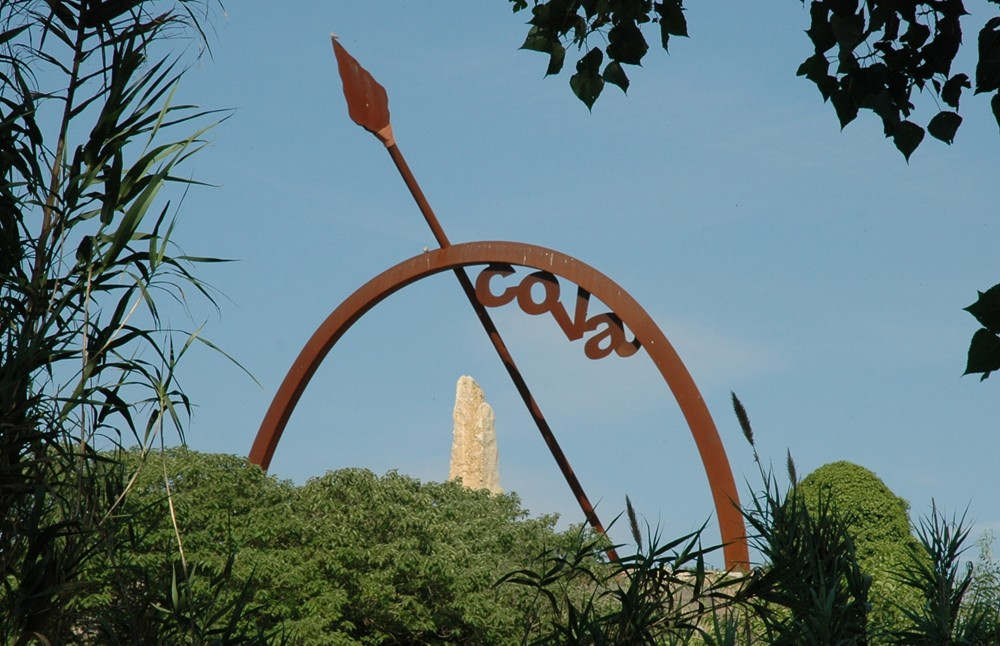
Monument a la Cova

Centres esportius. Hi ha diversos centres esportius on s'hi fan activitats, entrenaments, partits... El camp de futbol, pistes de tennis, pistes de bàsquet, pista de patinatge/hoquei, sales d'aeròbic, sales de ballet, Moto Club Francolí, piscina municipal, camps de futbol sala i diversos parcs infantils on poder gaudir de l'esport i la natura.

### Fires i festes
- Cavalcada de Reis (5 de gener): l'arribada és pel carrer Passeig Canyelles, van passejant per tots els carrers de la vila repartint caramels per als més petits i als més grans.
- Fira de Sant Vicenç: fundada l'any 1565, i l'any 2019 ha arribat a la 454a edició. Se celebra el quart diumenge de gener.
- Carnaval: un dels més lluïts de la comarca.
- Setmana Santa: els armats de l'Espluga es van fundar l'any 2010
- Setmana de la Joventut: organitzada per l'associació juvenil de la vila, té lloc durant la tercera setmana de juliol.
- Setmana LGTBIQ+: organitzada pel col·lectiu "Orgull Espluguí", té lloc durant l'última setmana de juny.
- Festa de la Verema: A finals del segle xix va néixer el cooperativisme a la comarca. La creació del sindicat agrícola de l'Espluga el 1910, va fer que la Conca fos coneguda com a «bressol» del cooperativisme català. Aquesta tradició segueix viva avui en dia. De fet, la producció agrícola que ha aguantat amb més força l'arribada dels nous temps ha estat la vinya. A principis de setembre i amb l'inici de la recol·lecció del raïm, s'organitza la Festa de la Verema amb una mostra vinícola i gastronòmica.
- Nadal: als anys parells es representen Els Pastorets al Casal de l'Espluga, i als anys senars es fa un pessebre vivent pel nucli antic de la vila.

## Administració
El Ple de l'Ajuntament està format per 11 regidors. En les eleccions municipals de 2019 la coalició formada per Som Espluga-Acord Municipal (SE-AM) obtingué 7 regidors, Junts per l'Espluga de Francolí (JxCAT-JUNTS) n'obtingué 3 i Nova Espluga-Federació d'Independents de Catalunya (NE-FIC) 1.

Les primeres eleccions municipals després del franquisme, el 1979, van ser guanyades per un grup independent, i així va ser fins al 1987. A les eleccions municipals de 1987 guanyà per primera vegada Convergència i Unió. Des de les eleccions municipals de 1991 i fins al 2003 l'Espluga va estar governada per Antoni Sánchez i Lucas, que en les dues primeres legislatures es presentava en una candidatura independent i a les eleccions municipals de 1999 es va encapçalar la candidatura de la coalició Partit dels Socialistes de Catalunya-Progrés Municipal. Entre 2003 i 2019, CiU va tornar a dirigir l'Ajuntament amb David Rovira i Minguella com a alcalde. El 2019, Esquerra Republicana de Catalunya va accedir per primera vegada després del franquisme a l'alcaldia, amb Josep Maria Vidal i Minguella al capdavant.

| Període         | Alcalde o alcaldessa                          | Partit polític  | Data de possessió     | Observacions |
| --------------- | --------------------------------------------- | --------------- | --------------------- | ------------ |
| 1979–1983       | Salvador Palau i Sentís                       | A.D.I.          | 19/04/1979            | --           |
| 1983–1987       | Joan Amigó i Callau Isidre Estivill i Martí   | Independent     | 23/05/1983 13/06/1983 | Defunció --  |
| 1987–1991       | Ramon Cots i Palau Josep Maria Vallès i Martí | Logotip de CiU  | 30/06/1987 27/04/1989 | --           |
| 1991–1995       | Antonio Sánchez Lucas                         | UNIC            | 15/06/1991            | --           |
| 1995–1999       | Antoni Sánchez i Lucas                        | UNIC            | 17/06/1995            | --           |
| 1999–2003       | Antoni Sánchez i Lucas                        | Logotip del PSC | 03/07/1999            | --           |
| 2003–2007       | David Rovira i Minguella                      | Logotip de CiU  | 14/06/2003            | --           |
| 2007–2011       | David Rovira i Minguella                      | Logotip de CiU  | 16/06/2007            | --           |
| 2011–2015       | David Rovira i Minguella                      | Logotip de CiU  | 11/06/2011            | --           |
| 2015–2019       | David Rovira i Minguella                      | Logotip de CiU  | 13/06/2015            | --           |
| 2019-2023       | Josep Maria Vidal i Minguella                 | Logotip d'ERC   | 15/06/2019            | --           |
| Des de 2023     | Josep Maria Vidal i Minguella                 | Logotip d'ERC   | 17/06/2023            | --           |
| Fonts: Municat. |                                               |                 |                       |              |

### Eleccions municipals
Llista d'alcaldes i nombre de regidors per partit
| CiU | -  | -  | 5  | 4      | 3  | 4  | 6  | 6  | 6          | 5  | -  | -  |
| Junts | -  | -  | -  | -      | -  | -  | -  | -  | -          | -  | 3  | 4  |
| PSC | -  | -  | 3  | -      | -  | 6  | 1  | -  | -          | 1  | 0  | 1  |
| ERC | -  | -  | -  | -      | 1  | 1  | 3  | 4  | 2          | 5  | 7  | 6  |
| PP | -  | 5  | 3  | 2      | 0  | -  | -  | -  | -          | -  | -  | -  |
| UCD | 5  | -  | -  | -      | -  | -  | -  | -  | -          | -  | -  | -  |
| Altres | 6a | 6b | -  | 5c; 0d | 7c | -  | 1e | 1e | 2f; 1e; 0g | -  | 1h | -  |
| Total | 11 | 11 | 11 | 11     | 11 | 11 | 11 | 11 | 11         | 11 | 11 | 11 |
| a Agrupación Democrática Independiente; b Acció Cívica Espluguina; c Unió Independents - Conca de Barberà; d Acció Municipal Democràtica; e Espluga Viva; f SI; g PxC; h Nova Espluga - FIC |    |    |    |        |    |    |    |    |            |    |    |    |

## Economia
L'activitat econòmica del municipi depèn de l'agricultura, el comerç, el turisme i la indústria. Els conreus més importants són la vinya, els cereals (blat i ordi), les ametlles i l'oliva, i també hi ha algunes granges d'aviram i porcí.
El reclam turístic del monestir de Poblet ha fet de l'Espluga un important nucli de serveis culturals, d'hostaleria, de restauració i de lleure, que complementen els atractius propis del terme. Els dolços típics del poble són els carquinyolis i les galetes triangulars (vanos).
Els dilluns i divendres al matí hi ha mercat. La fira de la vila (que hi té lloc el darrer diumenge de gener), documentada des del 1565, aglutina l'oferta comarcal, i ha derivat dels seus orígens agrícoles i ramaders a aspectes més comercials i de serveis. També és remarcable la mostra vitivinícola i de productes agraris que se celebra al setembre, durant la Festa de la Verema.

## Demografia
El primer cens del segle xiv és el fogatjament de vers el 1380, amb 107 focs, 58 focs per a l’Espluga Jussana i 49 per a l’Espluga Sobirana. A finals del segle XV el fogatjament dona una xifra de 179 focs (49 focs la Sobirana i 130 la Jussana). L'any 1515 només figuren 133 focs; en el del 1551 en consten 151 (les dues viles s'estaven unificant). No hi ha dades del segle xvii. La reactivació demogràfica del segle xviii fa que el 1718 hi hagués 763 h, xifra que el 1787 s'havia triplicat i havia pujat a 2.132 h.
L’augment continuà fins al 1887 i el 1900, anys en què assolí uns màxims de 3.511 i de 3.654 h respectivament. Des d’aleshores començà la davallada, paral·lela a la crisi de la fil·loxera. La població espluguina va arribar al mínim el 1960, amb 2.919 h, a causa de l'emigració a l’àrea barcelonina i per la crisi agrària i els estralls climàtics. Des d’aleshores s'inicià una reactivació gràcies a la implantació de petites indústries i a l'estímul del Casal; el 1970 tanca amb 3.181 h i el 1975, 3.324 h. La dècada de 1980 començà amb el registre ascendent de la població (3.507 h el 1981 i 3.699 h el 1986), però la crisi industrial va provocar un estancament i poc després un descens, apreciable en el cens del 1991, amb 3.605 h. Posteriorment es produí un petit increment i una certa estabilització demogràfica (3.671 h el 1996 i 3.814 h el 2005).
La crisi econòmica del 2008 va provocar una davallada en el nombre d'habitants que segueix present dotze anys més tard, passant dels 3.934 habitants l'any 2008 als 3.736 l'any 2020, una pèrdua de dos-cents habitants en poc més d'una dècada.
| 1497 f | 1515 f | 1553 f | 1717 | 1787  | 1857  | 1877  | 1887  | 1900  | 1910  |
| ------ | ------ | ------ | ---- | ----- | ----- | ----- | ----- | ----- | ----- |
| 129    | 133    | 151    | 663  | 2.132 | 3.471 | 3.511 | 3.511 | 3.654 | 3.424 |

| 1920  | 1930  | 1940  | 1950  | 1960  | 1970  | 1981  | 1990  | 1992  | 1994  |
| ----- | ----- | ----- | ----- | ----- | ----- | ----- | ----- | ----- | ----- |
| 3.173 | 3.224 | 2.959 | 3.016 | 2.912 | 3.181 | 3.549 | 3.633 | 3.602 | 3.602 |

| 1996  | 1998  | 2000  | 2002  | 2004  | 2006  | 2008  | 2010  | 2012  | 2014  |
| ----- | ----- | ----- | ----- | ----- | ----- | ----- | ----- | ----- | ----- |
| 3.671 | 3.665 | 3.654 | 3.664 | 3.687 | 3.857 | 3.934 | 3.949 | 3.913 | 3.836 |

| 2016  | 2018  | 2020  | 2022  | 2024  | 2026 | 2028 | 2030 | 2032 | 2034 |
| ----- | ----- | ----- | ----- | ----- | ---- | ---- | ---- | ---- | ---- |
| 3.791 | 3.742 | 3.736 | 3.698 | 3.817 | -    | -    | -    | -    | -    |

## Els aiguats de l'octubre del 2019
La nit del 22 d'octubre de 2019, a causa de les fortes pluges, l'Espluga de Francolí va ser una de les poblacions més afectades per les fortes inundacions. La riuada va deixar dos morts i quatre desapareguts. L'Ajuntament de l'Espluga de Francolí registrà unes 215 afectacions per l'aiguat per veïns i veïnes del municipi. Detallades en camins (47), establiments (5), habitatges (16), horts (102), vehicles (16), magatzems (5), pous (7) i altres afectacions com séquies o marges (17). Va haver-hi pèrdues valorades en 1,6 milions d'euros només en propietats municipals. Arran d'aquest fet catastròfic, els ciutadans del poble van iniciar una plataforma coneguda com a Riuada Solidària, per a canalitzar el suport de la ciutadania i organitzar diferents esdeveniments per recaptar fons per tal d'ajudar els damnificats pels aiguats del municipi. La iniciativa vol contribuir en la neteja i la recuperació de les zones afectades.
Per posar en context, l'estació d'aforament del Francolí a Tarragona durant els últims dies portava un cabal d'aigua que no arribava a 1 m³/s, amb la pluja torrencial i els aiguats, sobretot a les Muntanyes de Prades i al naixement del riu Francolí a l'Espluga, el cabal en l'estació d'aforament del Francolí a Tarragona ha arribat als 1.230 m³/s que equival a tres vegades el cabal del riu Ebre al seu pas per Tortosa.
Una de les conseqüències d'aquest aiguat va ser la pèrdua en qüestió de minuts, de l'emblemàtic Celler Rendé Masdéu. Tot i que gràcies a la solidaritat dels veïns i també de gent i peticions vingudes d'arreu de l'Estat, la família està disposada a recuperar el negoci i ha posat a la venda les ampolles que gràcies a la participació de tots els ciutadans es van poder recuperar de les runes. L'han anomenat Vi de Fang i es comercialitza al preu solidari de quinze euros l'ampolla. Aquest vi, Vi de Fang s'ha servit a La Cimera del Clima (COP25) a Madrid amb líders polítics d'arreu del món, els propietaris del Celler de Can Roca, ambaixadors del Programa de Desenvolupament de l'ONU i encarregats d'oferir el menú especial que degustaran els primers ministres, caps d'Estat i de Govern i el secretari general de les Nacions Unides, han escollit per posar a la taula i acompanyar el menú el «Vi de Fang» del celler Rendé Masdéu.

## Vocabulari
A l'Espluga es parla el dialecte de transició oriental-occidental.
Aquestes en són algunes de les expressions:
- Alego: Aviat (castellanisme).
- Allivòrens: Aleshores, llavors (adverbi).
- A mallà: "Ai mira", quan fa temps que no veus algú.
- Arrujar: Vomitar (castellanisme).
- Au vénguen: Som-hi.
- Bajoca: Mongeta tendra.
- Brandar: Moure
- Camí: Vegada, cop, volta.
- Cotxe de línia: Autocar.
- Ensumania: Xemeneia.
- Espetugar: Gotes llançades per un líquid agitat (oli calent de la paella).
- Fato: Coses
- Galondru: Mandrós.
- Hermana: Monja.
- Jaio: Vell.
- Jugar a la cluca: Jugar a fet i amagar.
- Malesa: Malifeta
- Menadors: Gronxador.
- Mixó: Ocell.
- Nantres: Nosaltres.
- Poguer: Poder.
- Penyic: Xapa de les ampolles de refresc.
- Perxe: Són les golfes.
- Sapiguer: Saber.
- Sinyor: Senyor.
- S'ha acabat la ballugana: S'ha acabat tot.
- Tinc fe ("timfè"): Em sembla.
- Vencill: Fil de cosir o per lligar quelcom.
- Xaupa: Aixada.

## Espluguins destacats
- Antoni Carreras i Casanovas
- Lluís Carulla i Canals
- Ferran Civit i Martí
- Josep Maria Garrell i Guiu
- Xavier Morgades i Vallès
- Ramon Muntanyola i Llorach
- Maria Carme Poblet Casanovas
- Josep Maria Vallès Martí